# 대서양참다랑어

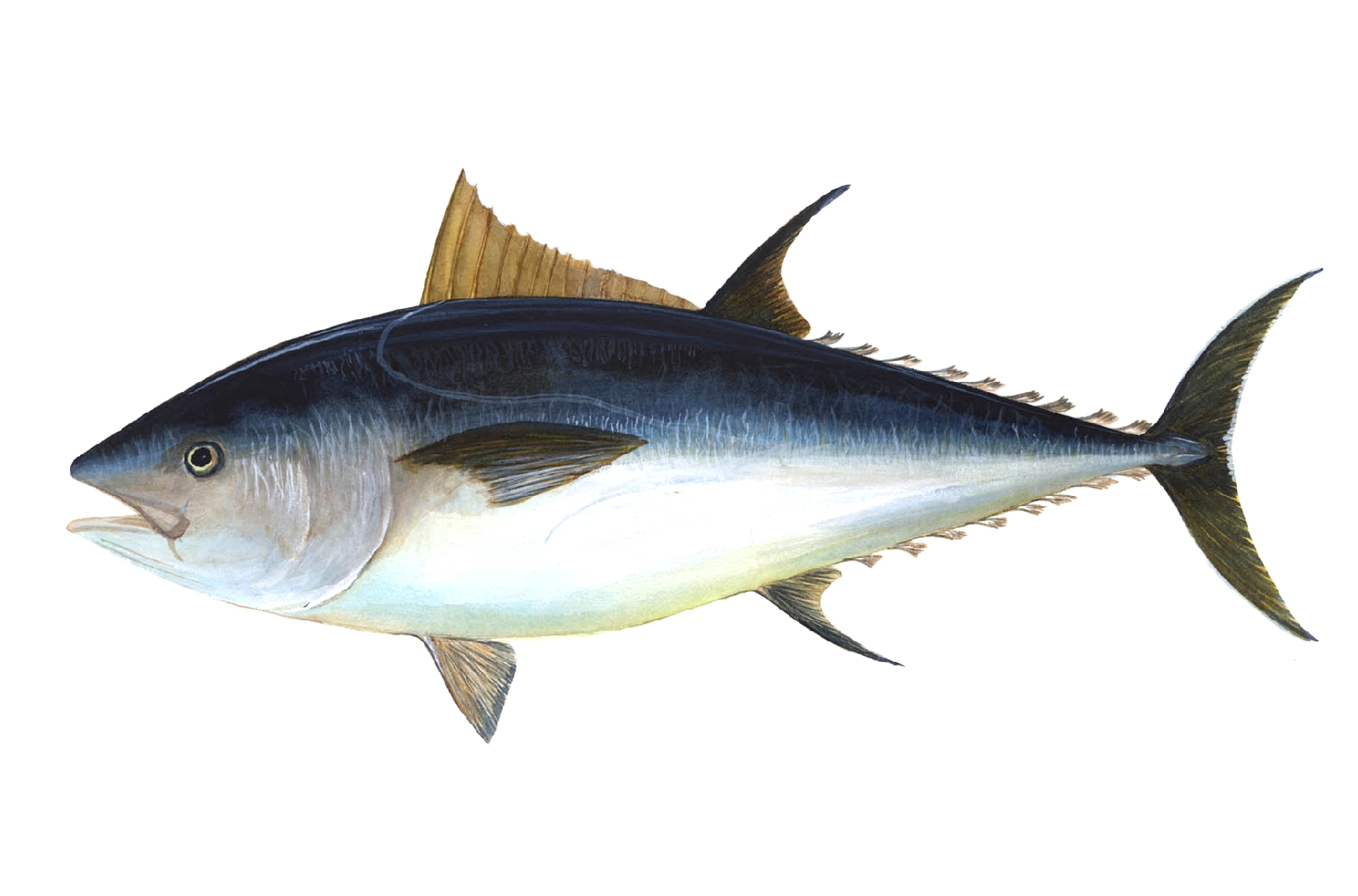

대서양참다랑어(Thunnus thynnus)는 고등어과에 속하는 물고기이다. 과거에는 같은 참다랑어류인 태평양 참다랑어, 남방참다랑어와 같은 종으로 분류했다. 참다랑어류 중 가장 크다.
무게 세계 기록은 1979년 10월 26일에 캐나다 노바스코샤주에서 포획된 679kg이다.